# Aphis astragalicola
Aphis astragalicola är en insektsart. Aphis astragalicola ingår i släktet Aphis och familjen långrörsbladlöss. Inga underarter finns listade i Catalogue of Life.